# Progress M1-5
Progress M1-5 (ryska: Прогресс М1-5) var en rysk obemannad rymdfarkost som användes för att skrota rymdstationen Mir. Den sköts upp med en Sojuz-U-raket från Kosmodromen i Bajkonur den 24 januari 2001 och dockade med Mir den 27 januari.
Farkosten användes för att på ett kontrollerat sätt återinföra rymdstationen i jordens atmosfär. Syftet var att få så mycket som möjligt av rymdstationen att brinna upp i atmosfären och att inga rester av stationen skulle slå ner i bebodda områden på jorden.
Farkosten och rymdstationen brann upp i jordens atmosfär den 23 mars 2001.

### Fotnoter
1. ↑  ”NASA Space Science Data Coordinated Archive” (på engelska). NASA. https://nssdc.gsfc.nasa.gov/nmc/spacecraft/display.action?id=2001-003A. Läst 1 mars 2020.
2. ↑  Manned Astronautics - Figures & Facts Arkiverad 9 oktober 2007 hämtat från the Wayback Machine., läst 15 juli 2016.